# Феофилакт (сын Михаила I)
Феофилакт (около 793, Константинополь — 15 января 849, Яссыада) — старший сын и соправитель византийского императора Михаила I Рангаве. Внук императора Никифора I.

## Биография
Сын Михаила Рангаве и Прокопии, дочери императора Никифора I. Родился около 793 года в Константинополе.  Одним из его братьев был Никита — будущий патриарх константинопольский под именем Игнатий. В 811 году его отец стал византийским императором. В декабре того же года Феофилакт получил титул соимператора. Вскоре к франкскому императору Карлу Великому было отправлено посольство; среди прочего должен был обсуждаться вопрос о браке между Феофилактом и одной из франкских принцесс.
Имея непродолжительный политический и военный опыт Феофилакт Рангаве постепенно вникал в государственное управление. Уже в 813 году разгорелся мятеж во главе с военачальником Львом Армянином. Феофилакта вместе с его братом Никитой схватили и кастрировали (согласно Генесию оскоплен был только Никита), а затем сослали на остров Плати (Принцевы острова), где Феофилакта, по приказу Льва, постригли в монахи с именем Евстратий. Жил в ссылке до самой смерти в 849 году.